# Anarquismo en Alemania

Bandera del anarquismo.

El anarquismo en Alemania se desarrolló siguiendo un proceso paralelo al desarrollo nacional del país. A mediados del siglo XIX, cuando Alemania no se había conformado como un Estado-nación, dominaba la tendencia individualista representada por Max Stirner. A partir de 1870 en el movimiento anarquista se comenzó a preponderar el colectivismo, para finalmente en el siglo XX se impuso el anarcosindicalismo, siendo su principal exponente teórico Rudolf Rocker.

## Los inicios: egoísmo y mutualismo
Las primeras influencias filosóficas fueron las de Hegel y Proudhon, en la década de 1840. En esos años Stirner publicó su obra Der Einzige und sein Eigentum (El único y su propiedad), su principal obra y que daría origen a la corriente anarquista individualista denominada egoísmo. Las ideas de Stirner no tuvieron gran repercusión y se limitaron a los círculos intelectuales alemanes; su obra sería rescatada décadas después por John Henry Mackay.

Su egoísmo es la iniciativa individual: su Verein el grupo libre que realiza un objetivo, pero que no se convierte en organización, en sociedad. Su método es eminentemente la desobediencia, la negativa individual y colectiva a la autoridad y una agrupación voluntaria según lo que la situación exija en cada instante. Es la vida libre en lugar de la vida controlada y ordenada por los usurpadores de la propiedad y de la autoridad.
Max Nettlau; La anarquía a través de los tiempos

Otro anarquista reconocido fue Wilhelm Weitling, que tarde se plegaría al comunismo, influenciado por Fourier y Saint-Simon. Al igual que los anarcocomunistas, rechazaba la propiedad y el sistema salarial, proponiendo en su escrito Garantien der Harmonie und Freiheit (1842) un tipo de sociedad armónica inspirada en la idea del falansterio. Sus primeras ideas podrían encuadrarse dentro de la corriente del socialismo utópico. En 1849 se radicó en los Estados Unidos, y renunció a su comunismo, adhiriendo al mutualismo proudhoniano. En New York publicó entre 1850 y 1854 una revista mensual llamada Republik der Arbeiter (República de los Trabajadores), que criticaba las colonias utópicas experimentales como desviadoras de las fuerzas del movimiento obrero. También se pronunció a favor de la creación de un Banco de Intercanmbio que 

Crearía almacenes donde se vendiesen materias primas y productos elaborados para facilitar su intercambio. En relación estrecha con él, se crearía una asociación de trabajadores para la producción cooperativa, y los beneficios del intercambio permitirían al Banco allegar fondos para la educación, la creación de hospitales y el cuidado de los ancianos e incapacitados. De ese modo, y sin intervención del Estado ni eliminación del productor individual, el Banco destruiría el monopolio capitalista y crearía una estructura económica que haría innecesarias las instituciones políticas.
George Woodcock; Anarchism

Otros teóricos alemanes fueron influenciados fuertemente por las ideas mutualistas de Proudhon. Karl Grün, que conoció a Proudhon en 1844, dio a conocer las ideas de Proudhon en su obra Die Soziale Bewegung in Frankereich und Belgien. Moses Hess, que conoció a Proudhon y a Bakunin en París también por esos años, describió a sus ideales como anarquía en Die Philosophie der Tat (1843) y Sozialismus und Kommunismus. Las ideas de Hess estaban vagamente emparentadas con el anarquismo y se las consideraba bastante confusas: 

Estaba muy próximo a Stirner al declarar que todas las acciones libres deben surgir de los impulsos individuales, no contaminados por ninguna influencia externa. En el proyecto de un sistema social en el que los hombres trabajarían según sus inclinaciones y la sociedad satisfaría automáticamente las necesidades razonables de todos, anticipaba, en cambio, las concepciones de Kropotkin. Pero introducía en su sueño libertario algunos elementos, como el sufragio universal y los talleres nacionales, que no propugnaría ningún auténtico anarquista.
George Woodcock; Anarchism

El anarquismo individualista de Stirner y el mutualismo de Proudhon no tuvieron una gran influencia en Alemania. La derrota revolucionaria de 1848 y 1849 acabó con su escasa popularidad. El movimiento obrero y socialista alemán en los años de la Primera Internacional, quedó casi en su totalidad identificado con las ideas del socialismo estatista de Marx y Engels, y el cooperativismo de Ferdinand Lassalle.

## Resurgir del anarquismo

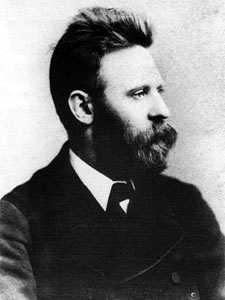
Johann Most

En 1878 el encuadernador socialdemócrata Johann Most se convirtió al anarquismo durante su exilio en Inglaterra; fue expulsado junto a Wilheim Hasselman del partido socialdemócrata en 1880. Editaron el periódico Die Freiheit en Londres y Nueva York, que tuvo cierta influencia en los círculos socialistas. En Berlín, Hamburgo y también en Austria, surgieron algunos grupos anarquistas, pero el tono violento de la publicación, favorable a la propaganda por el hecho, no lo hacía muy apto para aglutinar un movimiento de masas.
Entre 1880 y 1884 el movimiento obrero austro-húngaro tuvo un vigoroso componente anarquista. Allí Joseph Peukert publicó en Viena el periódico anarcocomunista Zukunft. Las autoridades austriacas prohibieron las manifestaciones en 1882, pero los anarquistas resistieron violentamente, matando a varios policías. En enero de 1884 las autoridades se declararon a Viena en estado de sitio, para acabar con los anarquistas y los socialistas. El dirigente anarquista Stellmacher, partidario de Most, fue ejecutado y los demás debieron huir del país, descabezando al movimiento, que pasó a tener una existencia marginal. En Praga surgieron algunos grupos de propaganda y un círculo literario libertario visitado ocasionalmente por Franz Kafka y Jaroslav Hasek.
En Alemania, un impresor apellidado Reinsdorf, que pertenecía a un grupo anarquista, arrojó una bomba al Kaiser en 1883, pero aunque falló en el atentado, todos los miembros del grupo fueron ejecutados.

## ElsigloXX

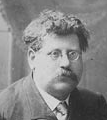
Rudolf Rocker en 1912

A fines del siglo XIX la tendencia anarcosindicalista surgió en Alemania con un grupo llamado «Los Localistas», que se opuso a las tendencias centralizadoras de los sindicatos socialdemócratas. En 1897 formaron una federación aparte, la Frei Vereiningung Deutscher Gewerkschaften, que adoptaron una actitud antiparlamentaria. En los años inmediatos a la Primera Guerra Mundial la organización tenía unos 20.000 miembros, en su mayor parte en Berlín y Hamburgo. Después de la guerra se la rebautizó como Freie Arbeiter-Union Deutschlands durante un congreso celebrado en Düsseldorf en 1919. Allí adoptó una clásica organización federal anarcosindicalista, creciendo con rapidez, y ya en 1922 contaba con 120.000 miembros, número que aumentó hasta llegar a 200.000. El movimiento se centraba en Renania y el Ruhr, donde tenía su base en las minas y la industria pesada.
La Freie Arbeiter-Union Deutschlands fue desarticulada en 1933 con el ascenso al poder del nacionalsocialismo. Sus militantes se exiliaron en el extranjero o fueron internados en campos de concentración. El secretario de la FAUD, Gerhard Wartenberg, tuvo que huir a Ámsterdam (Holanda) en mayo de 1933, mientras que otro dirigente, Ferdinand Götze, en 1934 huyó de la Gestapo, y se dirigió al oeste de Alemania. En Ámsterdam se estableció una secretaría de FAUD en el exilio. El 5 de noviembre de 1937, Julius Nolden, líder de la FAUD en Renania, fue sentenciado en Berlín a diez años de prisión por "preparar un acto de alta traición con circunstancias agravantes". También fueron encarcelados 88 hombres y mujeres anarcosindicalistas, que fueron juzgados en Renania a principios de 1938. Después de este golpe la Gestapo desarticuló los grupos anacosindicalistas de Monchengladbach, Dulken, Viersen, Duisburg, Düsseldorf y Colonia. La mayoría de los militantes fueron asesinados; pero Julius Nolden fue llevado a la prisión de Luttringhausen, sobreviviendo hasta la llegada de los Aliados el 19 de abril de 1945. En 1947, en Darmstadt junto a otros camaradas fundó la Federación de Socialistas Libertarios (anarco-sindicalistas).

## Actualidad
La Freie Arbeiterinnen- und Arbeiter Union (FAU) es su continuación actual, y fue fundada en 1977. En 1980, apenas tres años después de su fundación, la FAU sufre una escisión. Algunos grupos la abandonan para crear la efímera FAU-Rätekommunisten o FAU-R (en castellano: FAU-comunistas consejistas). A raíz de un congreso nacional de la organización se decidió en 1983 para eliminar el "R" de su nombre para denominarse como "FAU". En 1990 se crea una FAU en la antigua RDA. La FAU del Este se unió a la FAU del Oeste en agosto de 1991.
Tiene miembros en casi todos los estados alemanes y grupos grandes en Berlín, Hamburgo, Fráncfort del Meno y Hanóver, en total casi 40 grupos locales. Es una organización anarcosindicalista, que tiene estatutos y principios federalistas y de autoorganización. Edita el periódico "Direkte Aktion", que aparece cada dos meses con 16 páginas. La FAU es una sección local de la AIT.

## Figuras destacadas

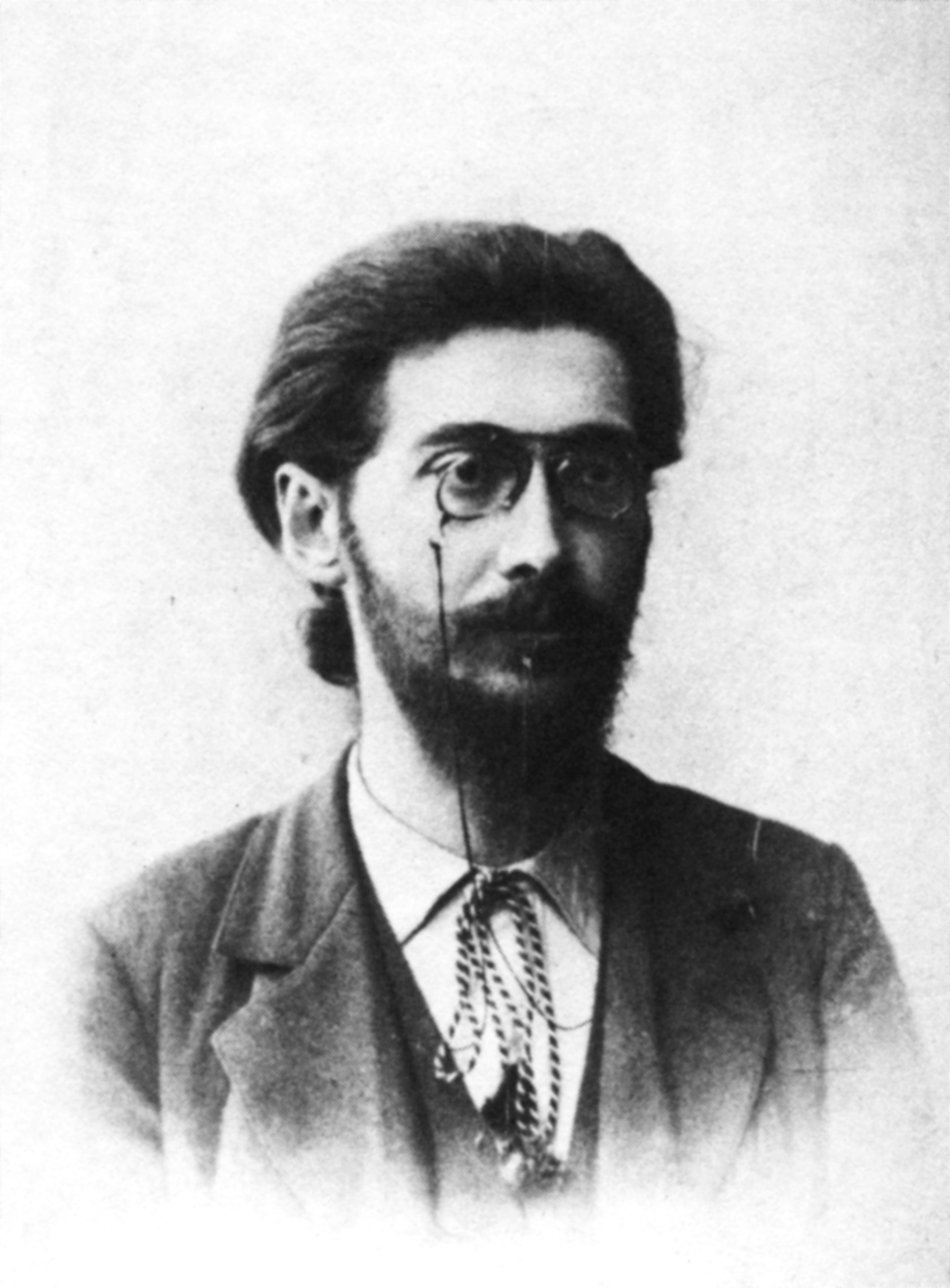
Gustav Landauer alrededor de 1890

Después de la Primera Guerra Mundial el anarquismo alemán produjo tres figuras intelectuales de renombre: Erich Mühsam, Rudolf Rocker y Gustav Landauer. Meuhsam tuvo un importante papel en el levantamiento de Baviera en 1919, muriendo en un campo de concentración nazi. Rudolf Rocker vivió durante muchos años exiliado en Inglaterra y vuelto a Alemania se convirtió en uno de los líderes del movimiento anarcosindicalista. Fue el autor de importantes obras teóricas, entre las que destaca Nacionalismo y cultura. Gustav Landauer, tenía una visión del anarquismo muy personal. Fue discípulo de Kropotkin, y dirigió en Berlín Der Sozialist. Sus ideas son una amalgama de las ideas kropotkinianas, con las de Proudhon y el pacifismo de Tolstoi. Su anarquismo romántico se expresó en dos obras fundamentales: La Revolución e Incitación al socialismo. Participó del soviet de Baviera con Erich Mühsam, siendo asesinado por la soldadesca enviada a reprimir el movimiento. También es destacable la labor de Max Nettlau dentro del campo de la historiografía ácrata, siendo apodado el "Heródoto del anarquismo".
 

## Anarquistas alemanes destacados
- Kurt Wilckens
- Daniel Cohn-Bendit
- Erich Mühsam
- Rudolf Rocker
- Gustav Landauer
- Johann Most
- Max Nettlau